# Brigitte Richter
Brigitte Richter (* 31. August 1935 in Leipzig; †  11. Juli 2021 ebenda) war eine deutsche Musikwissenschaftlerin, Museumskuratorin und Autorin.

## Leben
Brigitte Richter studierte an der Universität Leipzig Musikwissenschaft (u. a. bei Walter Serauky) und Germanistik. Nach ihrem Diplom begann sie, 1959, die Musik- und Theatersammlung im Stadtgeschichtlichen Museum Leipzig als wissenschaftliche Mitarbeiterin kuratorisch zu betreuen. Hier arbeitete sie bis zu ihrem Ruhestand 1997.  
Schwerpunkte ihrer publizistischen Tätigkeit waren die Musik- und Theatergeschichte Leipzigs und Felix Mendelssohn Bartholdy.

## Schriften (Auswahl)

### Einzelschriften
- mit Hermine Rosenkranz: Das Schillerhaus in Leipzig-Gohlis. Museum für Geschichte der Stadt Leipzig, Leipzig 1973, DNB 751012637 (2. Auflage 1982, DNB 209972173).
- mit Bernd-Lutz Lange: Liederliches Leipzig. [2 Bände]. Edition Peters, Leipzig 1985, DNB 978171373.
- Kanons zu zwei, drei und mehr Stimmen aus der Feder der Leipziger Thomaskantoren geflossen in fünf Jahrhunderten. Stadtgeschichtliches Museum Leipzig, Leipzig 1994, DNB 941984168.
- mit Ursula Oehme, Katrin Sohl (Red.): Eigener Herd ist Goldes wert. Küche und Kochen in Leipzig. Begleitheft zur gleichnamigen Ausstellung. DZA, Altenburg 1995, ISBN 978-3-910034-06-8.
- Frauen um Felix Mendelssohn Bartholdy. In Texten und Bildern vorgestellt (= Insel-Bücherei. Band 1178). Insel-Verlag, Frankfurt am Main 1997, ISBN 978-3-458-19178-0.
- Freunde zu Gast im Hause Felix Mendelssohn Bartholdys in Leipzig. Zur Geschichte des Mendelssohn-Hauses Leipzig, der letzten Wohnstätte des Komponisten und seiner Familie in den Jahren 1845 bis 1847. Eudora-Verlag, Leipzig 2011, ISBN 978-3-938533-39-0.
- Frauen um Felix Mendelssohn Bartholdy in biografischen Skizzen mit ihren Porträts und der Wiedergabe einiger Originaldokumente. Eudora-Verlag, Leipzig 2014, ISBN 978-3-938533-48-2.

### Aufsätze
- Shakespeare auf dem Leipziger Theater. Früher und heute. In: Sächsische Heimatblätter 12 (1966), Nr. 3, ISSN 0486-8234, S. 246–256.
- Das Komödienhaus aus der Ranstädter Bastei von 1766. In: Leipziger Blätter 1 (1982), ISSN 0232-7244, S. 76–77.
- Das neue Theater. In: Leipziger Blätter 2 (1983), S. 42–43.
- Dreißig Jahre "Großes Concert" im Gasthof "Zu den drei Schwanen" am Brühl. In: Leipziger Blätter 3 (1983), S. 72–73.
- Das Sommertheater in Gerhards Garten. In: Leipziger Blätter 4 (1984), S. 39.
- Die Eröffnung des Schauspielhauses am 19. Dezember 1945. In: Leipziger Blätter 6 (1985), S. 29.
- Das erste Leipziger Opernhaus am Brühl. In: Leipziger Blätter 7 (1985), S. 18.
- Das Schauspielhaus in der Sophienstraße. In: Leipziger Blätter 9 (1986), S. 18–19.
- mit Gertrud Auerbach: Aus dem Tagebuch eines Leipziger Räbchens. In: Leipziger Blätter 12 (1988), S. 16–17.
- Das Bundeslied. In: Leipziger Blätter 12 (1988), S. 60–61.
- Die Leipziger Wassernoth. In: Leipziger Blätter 19 (1991), S. 4–5.
- Zum Zeichen wahrer ächter Freundschaft ... Mozarts kleine Gigue G-Dur. In: Leipziger Blätter 19 (1991), S. 48–49.
- Aus Leipzigs musikalischer Glanzzeit. Erinnerungen von Alfred Richter an seine Studienzeit und spätere Lehrtätigkeit am Leipziger Konservatorium. In: 150 Jahre Musikhochschule 1843 – 1993. Festschrift. Hochschule für Musik und Theater Felix Mendelssohn Bartholdy Leipzig. Verlag für Musik und Touristik, Leipzig 1993, ISBN 3-928802-26-7, S. 34–50.
- Erinnerungen aus dem Jahre 1847. Felix Moscheles über die Freundschaft seiner Eltern Ignaz und Charlotte Moscheles mit Felix Mendelssohn Bartholdy. In: Leipziger Blätter 27 (1995), S. 44–45.
- Felix Mendelssohn Bartholdy als Korrespondent der Zeitschrift "Chaos", Weimar 1829-1831. In: Leipziger Blätter 31 (1997), S. 12–14.
- Körner in Dresden oder Müller in Leipzig. In: Gewandhausmagazin 47 (2005), ISSN 0945-6023, S. 20–23.
- Die Leipziger Erstaufführungen der Opern Wolfgang Amadeus Mozarts im 18. Jahrhundert – ein Beitrag zu ihrer Aufführungsgeschichte. In: Helmut Loos (Hrsg.): Wolfgang Amadeus Mozart in Dresden und Leipzig. Eudora-Verlag, Leipzig 2020, ISBN 978-3-938533-70-3, S. 107–138.

### Herausgeberschaft
- mit Ursula Oehme: Mozart in Kursachsen. Stadtgeschichtliches Museum Leipzig, Leipzig 1991, DNB 920283977.
- Leipziger Lieder, Sprüche und Gedichte. Auch ein Stück Stadtgeschichte (= Schriften des Leipziger Geschichtsvereins. N.F. Band 3). Koehler & Amelang, München und Berlin 1993, ISBN 978-3-7338-0204-2.
- Richard Bühle: Mein Tagebuch. Aufzeichnungen eines Dreizehnjährigen aus dem Jahr 1865. Lehmstedt, Leipzig 2006, ISBN 978-3-937146-30-0.